# Волошин, Александр Стальевич
Алекса́ндр Ста́льевич Воло́шин (род. 3 марта 1956, Москва) — российский политический и государственный деятель. Руководитель администрации президента России с 19 марта 1999 по 30 октября 2003 года. Действительный государственный советник Российской Федерации 1-го класса (1998).

## Биография
Александр Стальевич Волошин родился 3 марта 1956 года в Москве. Отец, Сталь Исаакович Волошин, окончил московский Институт иностранных языков, с 1949 года работал в Ижевске на факультете иностранных языков местного университета. Мать, Инна Львовна, преподавала на том же факультете английский язык.
В 1978 году окончил Московский институт инженеров транспорта (МИИТ), после чего работал на разных должностях в локомотивном депо Москва-Сортировочная (Московская железная дорога).
В 1983 году поступил в Всесоюзную академию внешней торговли (ВАВТ), по окончании которой с 1986 по 1992 год работал на должностях старшего научного сотрудника, заведующего сектором и заместителя заведующего отделом исследований текущей конъюнктуры Всесоюзного (позднее — Всероссийского) научно-исследовательского конъюнктурного института (ВНИКИ).
В 1996 году Александр Волошин был избран на должность президента АО «Федеральная фондовая корпорация».

### Государственная карьера (1997—2003)
В ноябре 1997 года был назначен на должность помощника руководителя Администрации Президента Российской Федерации Валентина Юмашева, а в сентябре 1998 года — на должность заместителя руководителя администрации президента РФ.
Указом Президента Российской Федерации Бориса Ельцина от 19 марта 1999 года был назначен на должность руководителя Администрации Президента Российской Федерации. 31 декабря 1999 года и 27 мая 2000 года переназначался на ту же должность Владимиром Путиным. Волошин подал в отставку с занимаемой им должности 30 октября 2003 года.
С 1999 по 2003 год был членом Совета Безопасности Российской Федерации.
Участвовал в разработке проекта «Единство», партии, фракция которой в Государственной думе III созыва могла бы обеспечить поддержку будущему президенту Владимиру Путину.
В 1999 году Волошиным был разработан план по захоронению Ленина, который так и не был реализован. Предполагалось, что реализация данного плана поставила бы точку над советской историей как таковой.
По словам политолога Сергея Маркова, Волошин предложил идею «управляемой демократии» (англ. managed democracy) как системы, «при которой те проблемы, которые можно решить демократическим путём, решаются демократическим путём. Те же проблемы, которые нельзя решать демократическими методами, решаются другими методами». Сам Александр Волошин отрицает факт того, что ему принадлежит разработка этой концепции.
В начале 2000 года журналистка Евгения Альбац договорилась о встрече с Волошиным на фоне т. н. «захвата НТВ», на которой задала руководителю администрации вопрос «Неужели Вы не понимаете, что к власти придёт не один человек, не один подполковник КГБ СССР, а к власти придёт целая корпорация?», на что он ответил ей, написав на бумаге, «мы его полностью контролируем».
В 2003 году Волошин подал в отставку в связи с арестом Михаила Ходорковского.

### Политические взгляды
Александр Стальевич, по своим словам, является приверженцем скорее консервативных политических взглядов, но экономически — либерал. Волошин считался одним из главных союзников правых в Кремле, при котором немаловажную роль в «вертикали власти» играли члены «Союза правых сил», выбравшие в первый срок Владимира Путина курс на «либеральный империализм» и проводившие свои законопроекты, в том числе, через Администрацию президента. В книге Михаила Зыгаря «Вся кремлёвская рать. Краткая история современной России» Волошин описывается как образцовый капиталист.
В 2015 году заявил о своём желании через 5 лет видеть Россию вновь интегрированной в мировое сообщество, имеющей доброжелательные отношения со своими зарубежными партнёрами: «мне не хотелось бы видеть замкнутую страну, окружённую врагами».
В 2018 году, когда ему задали соответствующий вопрос, поддержал идею установки памятного знака в честь Бориса Немцова на месте убийства политика.
По случаю уголовного дела, возбуждённого в отношении Михаила Абызова, Волошин написал за него поручительство в суд.
Рассуждал о необходимой в перспективе защите интересов ЛГБТ-сообщества в России, однако выступил против проведения гей-парадов (как и парадов против сексуальных меньшинств).
Считает, что современную Россию способно изменить «первое по-настоящему свободное поколение», учившееся в школе в 1990-е годы и выросшее в условиях свободы, демократии и рыночной экономики.
На фоне белорусских протестов в 2020 году Волошин прокомментировал ситуацию, сказав следующее: «Лукашенко утратил чувство своего народа, утратил ощущение реальности. Гестаповское зверское отношение силовиков к протестующим поражает, это за гранью добра и зла».

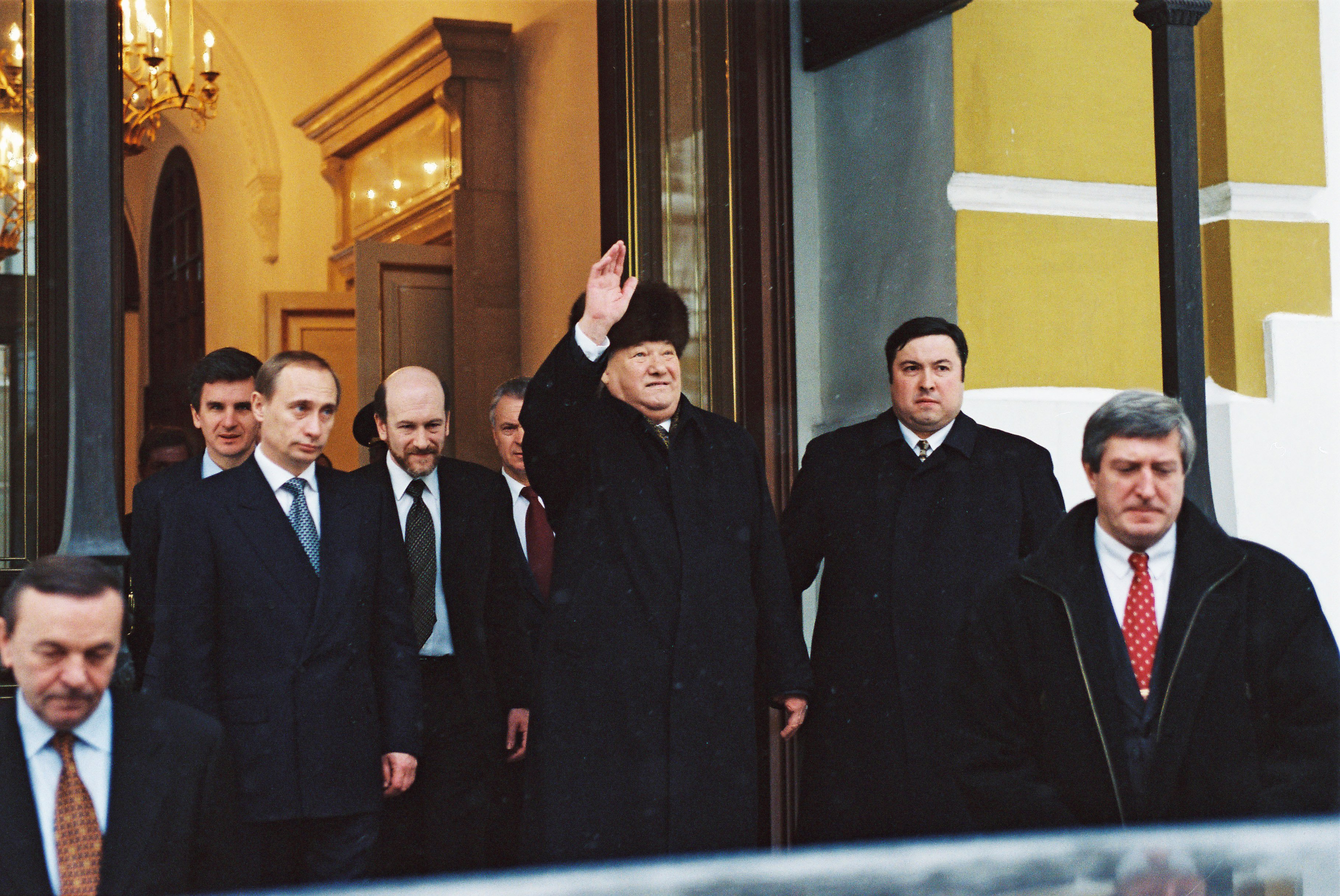
В. В. Путин, А. С. Волошин и Б. Н. Ельцин, 31 декабря 1999 года

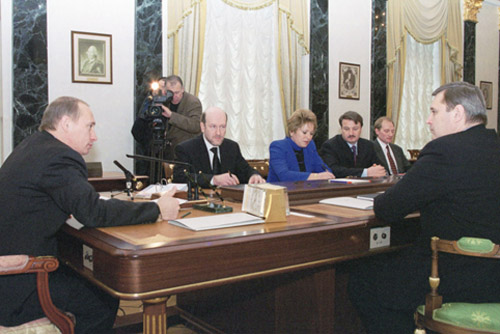
А. С. Волошин на совещании по вопросам реформы пенсионного обеспечения, 2001 год

### Дальнейшая карьера
С 1999 по 2008 год избирался на должность председателя совета директоров «ЕЭС России», а с 2008 по 2010 год избирался председателем совета директоров АО «Норильский никель».
Председатель совета директоров НП «Московская школа управления Сколково» (с 2011 года).
Член совета директоров «Яндекса» (с 2010 года)
Член совета директоров АО «Аналитическое кредитное рейтинговое агентство» (АКРА) (с 2020 года).
Председатель совета НФ «Аналитический центр Форум» (с 2010 года).
Член совета директоров ООО «Генотек» (с 2016 года).
Член Попечительского совета, член Правления Фонда «Президентский центр Б. Н. Ельцина» (с 2008 года).
Член Попечительского совета Европейского университета в Санкт-Петербурге.
Член Попечительского Совета Фонда Егора Гайдара (с 2010 года).
Заместитель председателя попечительского совета Политехнического музея (с 2010 года).
Член Попечительского совета Благотворительного фонда «Даунсайд Ап» (с 2011 года).
С 2010 по 2014 год был председателем совета директоров АО «Уралкалий».
В 2012 году был избран председателем совета директоров АО «Первая грузовая компания».
Является партнёром и совладельцем 12 % акций венчурного фонда Genome Ventures, интересующимся проектами в области медицины, электронной коммерции, финансовых технологий, социальных сетей. В портфеле фонда находятся интернет-магазины одежды Aizel и Glamcom.ru, интернет-сервис для получения медицинских консультаций «Педиатр 24/7», приложение для управления группами и сообществами в интернете APIO, сервис микрокредитования «Вкредит24.ру», ветеринарный сервис PetDoctor, сервис профессиональной навигации «Профилум».
В 2016 году совместно с главой «Русагро» Максимом Басовым инвестировал в российский стартап Genotek, занимающийся исследованиями ДНК.
С июня 2025 года — председатель совета директоров Национальной ассоциации участников фондового рынка (НАУФОР).

## Награды
- Орден «За заслуги перед Отечеством» IV степени (2 марта 2016) — за большие заслуги перед государством и многолетнюю добросовестную работу[26].
- Благодарность Президента Российской Федерации (4 мая 2012) — за активное участие в работе по подготовке предложений по формированию в Российской Федерации системы "Открытое правительство"
- наградное оружие — револьвер «Taurus» от директора налоговой полиции РФ (2000)[27]

## Семья
Первая супруга, Наталия Беляева, по данным на 1999 год, жила за границей.
Сын, 1976 года рождения, получивший образование в Лондоне. По данным на 1996 год работал в информагентстве AK&M. В 2005 году в СМИ появились сведения, что Илья Волошин занимает пост вице-президента «Конверсбанка».
Вторым браком женат на Галине Таймуразовой. Сыновья, родились в ноябре 1995 года и в июне 2001 года. Дочь, родилась в июне 2005 года.